# Bykowo (obwód wołgogradzki)
Bykowo – osiedle typu miejskiego w Rosji, w obwodzie wołgogradzkim. W 2010 roku liczyło 7719 mieszkańców.